# Takuto Hirakawa
Takuto Hirakawa (japanisch 平川 拓斗 Hirakawa Takuto; * 23. April 2003 in der Präfektur Osaka) ist ein japanischer Fußballspieler.

## Karriere

### Verein
Hirakawa erlernte das Fußballspielen in den Jugendmannschaften vom Kasuga Santos FC und Gamba Osaka. Die erste Mannschaft von Gamba spielte in der ersten Liga, die U23-Mannschaft in der dritten Liga. Als Jugendspieler kam er dreimal in der dritten Liga zum Einsatz.